# Anton Gerashchenko
Anton Yuriovich Gerashchenko ( em russo:  Геращенко, Антон Юрьевич   , em ucraniano:  Геращенко Антон Юрійович) (Carcóvia, 10 de fevereiro de 1979) é um conselheiro oficial e anterior vice-ministro do Ministério da Administração Interna da Ucrânia. Foi membro do parlamento ucraniano, Verkhovna Rada, entre 2014 e 2019. Foi alvo de uma tentativa de assassinato, em parte por causa de suas ações.

## Biografia
Em 2014, quando Arsen Avakov se tornou Ministro de Assuntos Internos, Gerashchenko tornou-se seu conselheiro. No exercício dessa função, Gerashchenko informou os jornalistas sobre a formação do Batalhão Donbas, o Batalhão Azov, e o abate do Voo 17 da Malaysia Airlines.
Foi eleito para o Verkhovna Rada, o parlamento nacional da Ucrânia, nas eleições parlamentares ucranianas de 26 de outubro de 2014, representando a Frente Popular no distrito nacional multi-mandato, estando colocado em 21.º lugar como candidato independente na lista eleitoral do partido. Foi secretário do Comité do Verkhovna Rada de Apoio Legislativo à Aplicação da Lei. No parlamento, um dos seus consultores assistentes, de forma voluntária, foi o futuro Ministro do Interior, nomeado em julho de 2021, Denys Monastyrsky.
Gerashchenko foi um dos fundadores de um banco de dados chamado " Myrotvorets " (Pacificador).
Em janeiro de 2017, foi anunciado que o Serviço de Segurança da Ucrânia (SBU) havia impedido uma tentativa de assassinato contra Gerashchenko. A SBU manteve os dois assassinos sob vigilância por mais de um mês, após a sua captura em flagrante na posse de um artefato explosivo em sua posse. O SBU afirmou que os assassinos estavam na prisão na Crimeia ocupada pela Rússia, até concordarem em assassinar Gerashchenko. Segundo a SBU, os assassinos foram coordenados por Andrey Tikhonov, atualmente residente em Belgorod, na Rússia, antigo cidadão ucraniano, que lutou contra a Ucrânia do lado da República Popular de Luhansk.
Gerashchenko não participou nas eleições parlamentares ucranianas de julho de 2019, não tendo retornado ao parlamento. A 25 de setembro de 2019, o Gabinete de Ministros nomeou-o um dos seis ou sete vice-ministros do Ministério da Administração Interna, sendo ministro Arsen Avakov. Após Avakov deixar o ministério do Interior a 15 de julho de 2021, Gerashchenko tornou-se conselheiro oficial do novo ministro, Denys Monastyrsky, sendo demitido de vice-ministro a 4 de agosto.  No final de setembro de 2021, Gerashchenko foi nomeado coordenador do recém-criado Escritório de Proteção Empresarial, parte do Ministério de Assuntos Internos, estabelecido para melhorar a comunicação entre empreendedores e as forças de segurança.